# Rễ bạnh

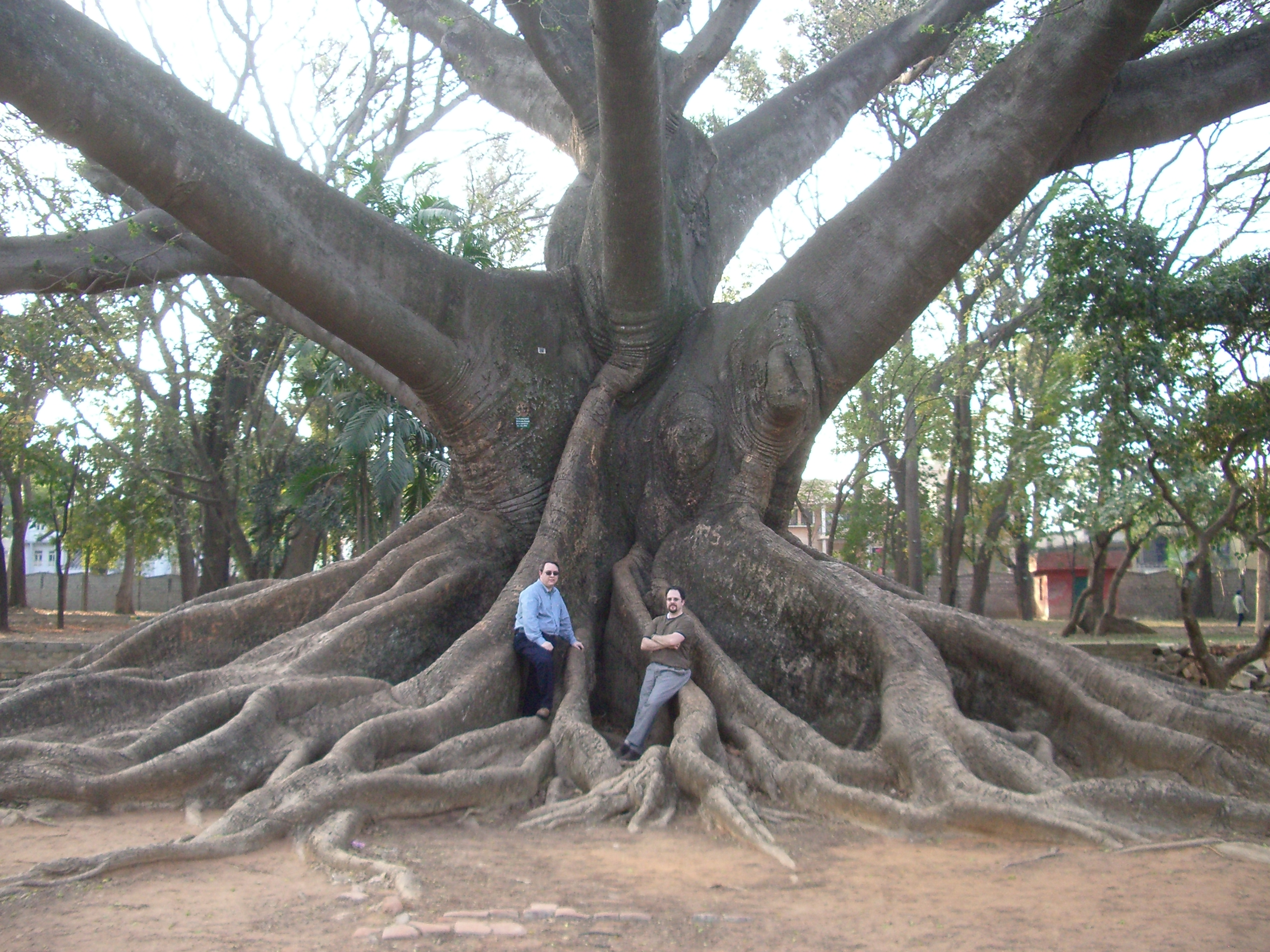
Rễ bạnh cây bông gạo rất lớn trong vườn thực vật Lal Bagh ở Bangalore (Bengaluru), Ấn Độ.

Rễ bạnh hay bạnh vè là các rễ lớn và tỏa rộng ra mọi phía của các cây gỗ với rễ ăn nông. Thông thường, chúng được tìm thấy trên các loại đất rừng nhiệt đới nghèo dinh dưỡng với các lớp đất thường là nông. Chúng có tác dụng ngăn không cho cây bị đổ, đồng thời cũng thu được nhiều hơn các chất dinh dưỡng. Rễ bạnh là các yếu tố sức căng, với tương quan là có giá trị lớn hơn ở phía đối xứng với nơi chịu ứng suất cao hơn của các tán lá bất đối xứng. Các rễ này có thể đan xen với các rễ bạnh của các cây khác và tạo ra một mạng lưới phức tạp, có thể hỗ trợ nâng đỡ các cây xung quanh nó. Chúng có thể cao tới 9 mét (30 ft) và trải rộng tới 30 m trên mặt đất cũng như tỏa rộng tới 30 m phía dưới mặt đất. Khi các rễ này lan rộng theo bề ngang, chúng có thể bao phủ một khu vực rộng hơn để thu thập các chất dinh dưỡng. Chúng ở gần lớp đất mặt vì tất cả các chất dinh dưỡng chủ chốt được tìm thấy ở đây.

## Các cây đáng chú ý với rễ bạnh
- Bông gạo (Ceiba pentandra) ở Vieques, Puerto Rico.
- Đa vịnh Moreton (Ficus macrophylla) ở Queensland, Australia.
- Mít (Artocarpus heterophyllus), Ấn Độ
- Chiêu liêu (Terminalia arjuna), Ấn Độ.

## Thư viện ảnh

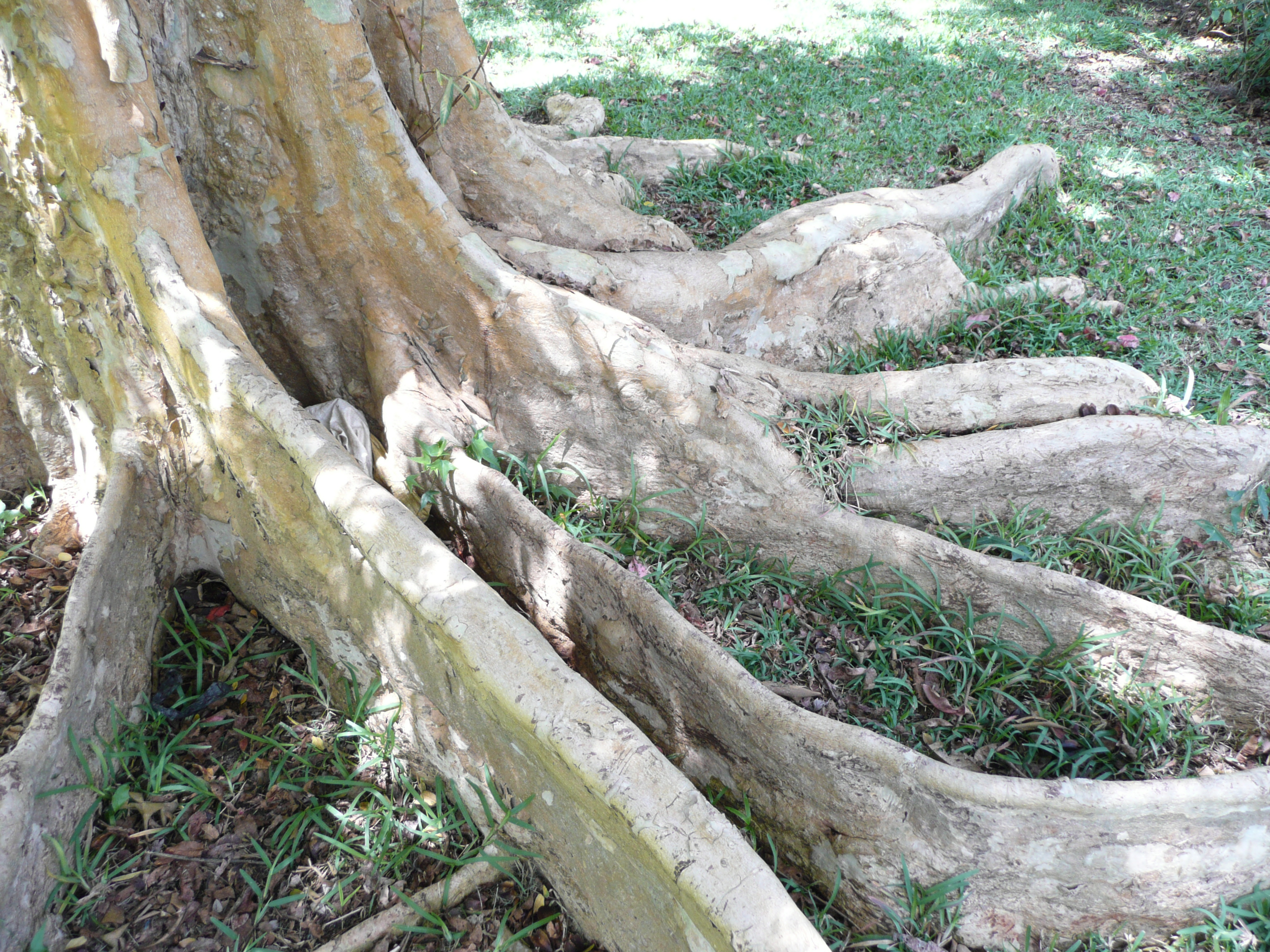
Rễ bạnh của Terminalia arjuna.
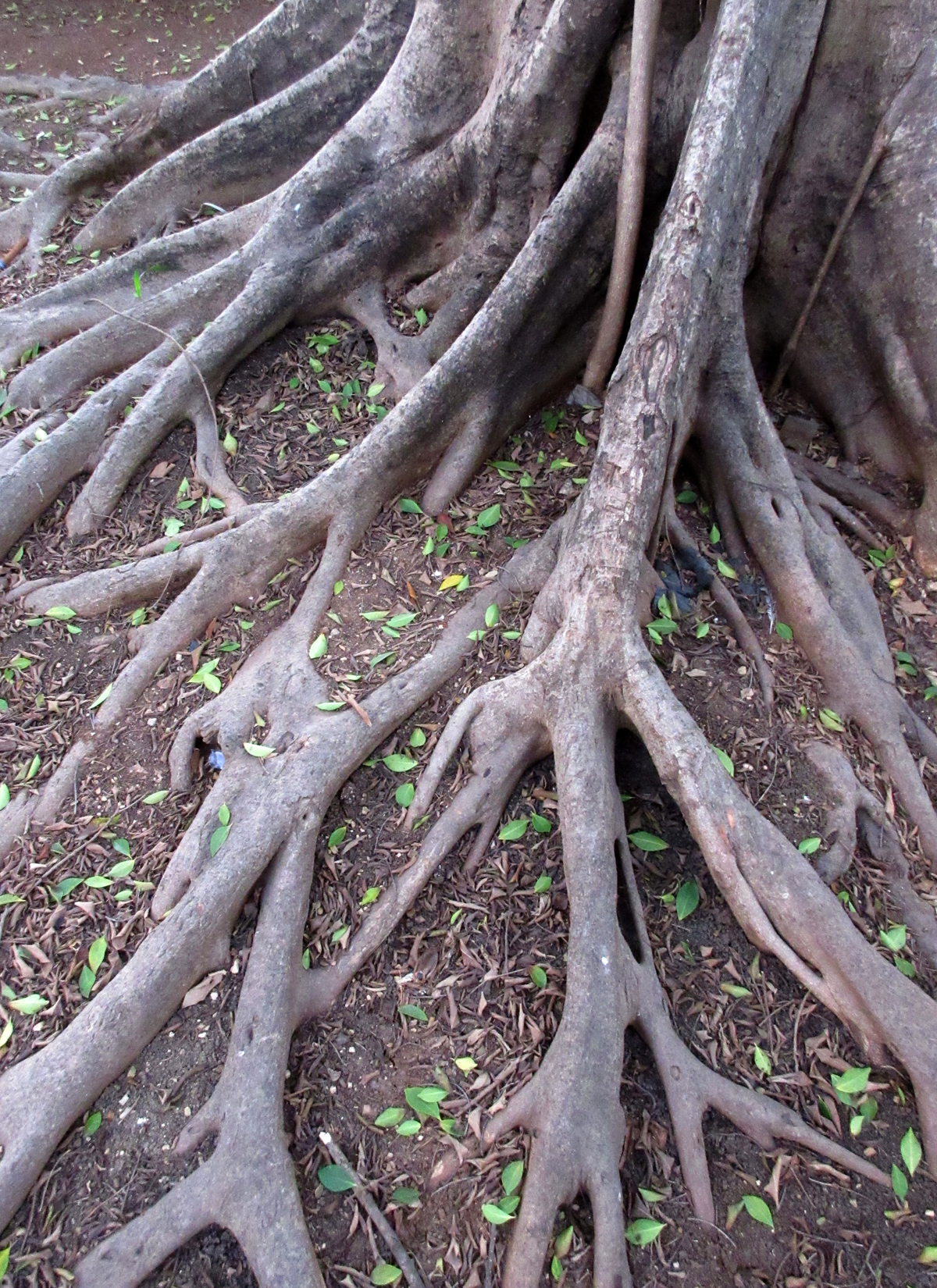
Hệ thống rễ bạnh cung cấp sự hỗ trợ cấu trúc.
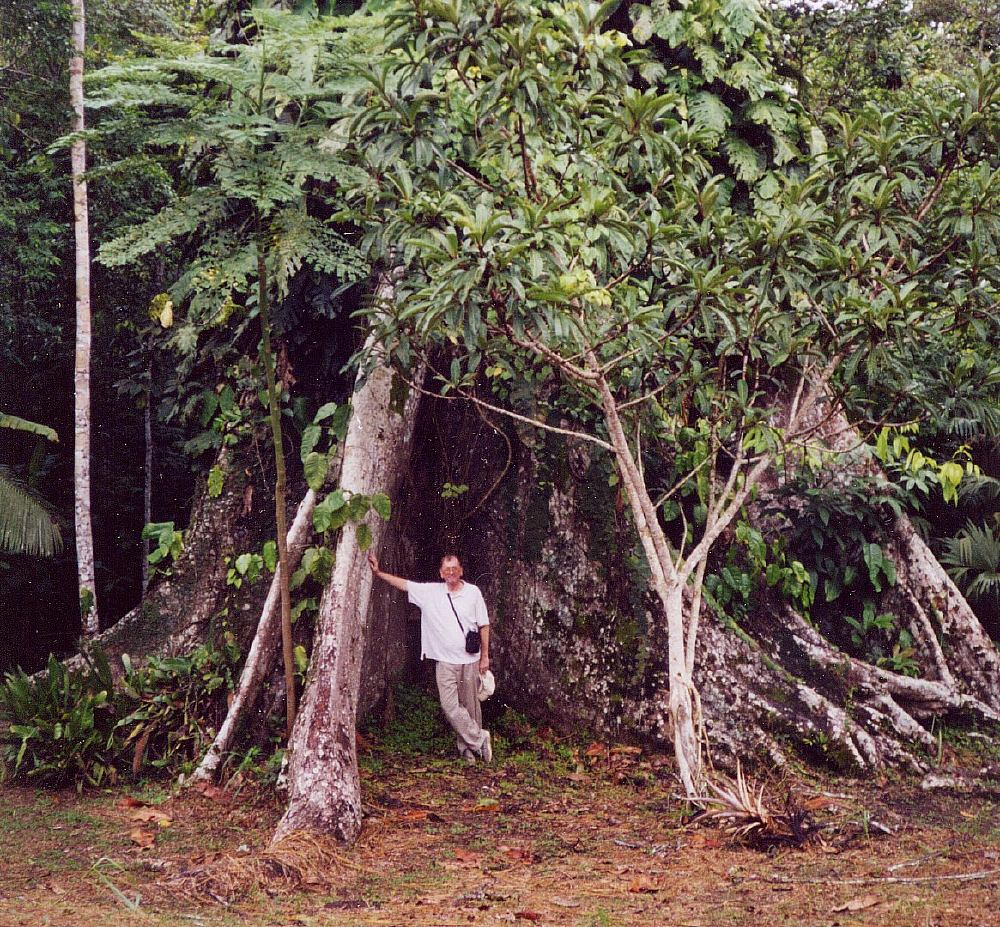
Rễ bạnh của một cây Ceiba cực lớn gần bờ sông Amazon, gần Iquitos, Peru.
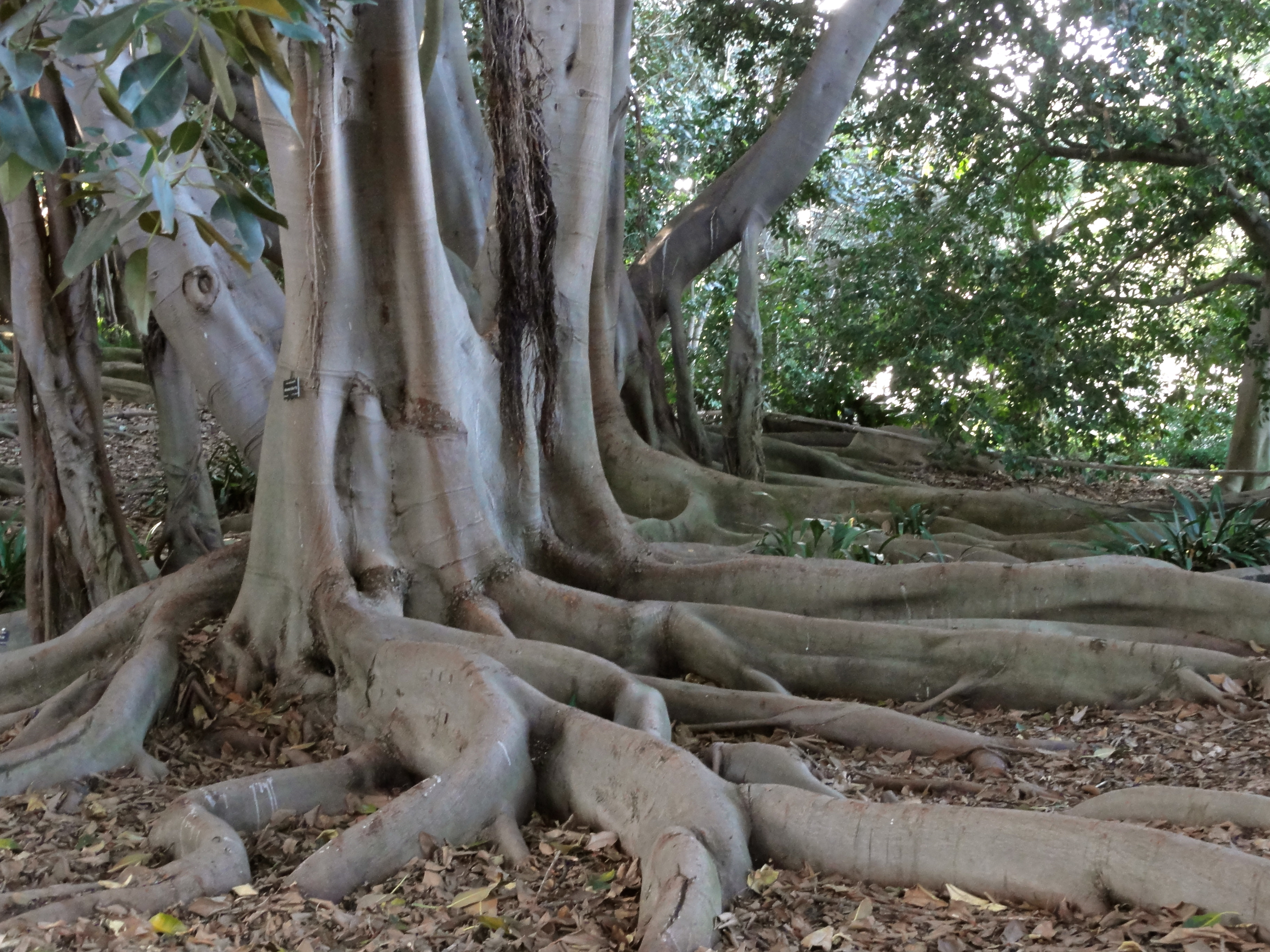
Rễ bạnh của cây đa vịnh Moreton trong vườn thực vật South Coast ở Palos Verdes, California.